# Banque de Québec

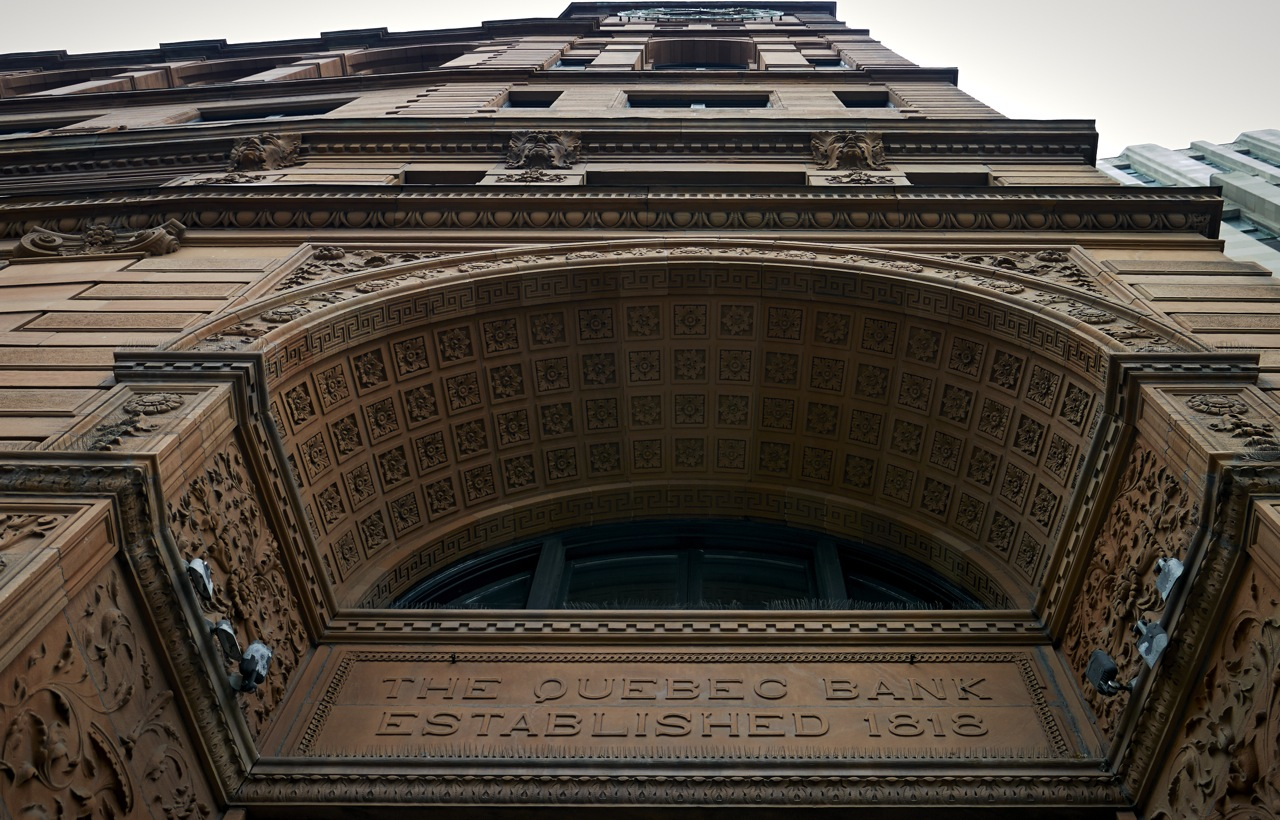
Édifice Quebec Bank sur La place d'Armes

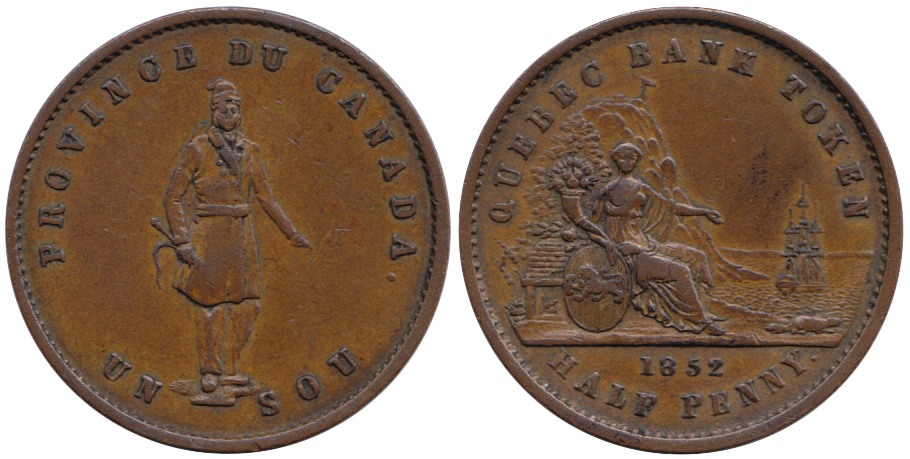
Jeton de la Banque du Québec, 1852

La Banque de Québec (anglais : Quebec Bank) est une banque fondée en 1818 par des marchands de la ville de Québec qui considéraient que la nouvelle Bank of Montreal (1817) ne suffisait pas aux besoins de la province.
La banque avait un capital initial de 52 000 £. Son premier président a été J. W. Woolsey, et son premier caissier, Noah Freer.
La banque a été constituée en société en 1822. Ses activités étaient confinées aux provinces de l'Ontario et du Québec, mais principalement au Québec. En 1916, à quelques années de son centenaire, la Banque de Québec a été absorbée par la Royal Bank of Canada, banque néo-écossaise qui possédait peu de succursales au Québec.

## Archives
- Le fonds d'archives de la Banque de Québec est conservé au centre d'archives de Québec de Bibliothèque et Archives nationales du Québec[1].